# Concentration micellaire critique
Pour les articles homonymes, voir CMC.
En chimie, la concentration micellaire critique (CMC) est la concentration en tensioactif dans un milieu au-dessus de laquelle des micelles se forment spontanément, dans un modèle d'association fermé. C'est une caractéristique importante d'un tensioactif pur en solution.

## Définitions
La propriété principale des tensioactifs est de pouvoir s'auto-organiser. Cette tendance est d'habitude caractérisée par la concentration micellaire critique (CMC),. En dessous de la CMC, le tensioactif forme une couche en surface du liquide et le reste est dispersé dans la solution. Lorsqu'on augmente la quantité de tensioactif, sa concentration augmente de manière proportionnelle jusqu'à atteindre une valeur limite: la CMC. À partir de cette dernière le tensioactif ajouté forme des micelles sphériques,Les micelles peuvent ne pas être purement sphériques et on se place dans l'hypothèse où la température de Krafft est atteinte. La CMC est donc la concentration totale en tensioactif pour laquelle un nombre constant et petit de molécules de surfactant sont sous forme agrégées, selon Corin. Il existe d'autres manières de définir cette concentration. C'est également la concentration de tensioactif libre en solution en équilibre avec du tensioactif sous forme agrégé (concentration maximale).
William l'a posée comme étant la concentration de tensioactif en solution telle que lorsqu'on représente l'évolution d'une propriété en fonction de cette concentration, les tangentes avant et après la CMC se coupent.
Selon Phillips, si C = CMC, alors {\displaystyle {d^{3}F \over dC_{t}^{3}}=0} avec:
{\displaystyle F=a[micelle]+b[monomere]}
Ct: concentration totale
a, b: constantes proportionnelles
Selon la géométrie des molécules de tensioactif et leur environnement, il peut y avoir une deuxième et une troisième concentration critique. À la CMC 2, l'agrégation se fait sous forme de cylindres allongés et à la CMC 3 ces derniers s'empilent pour former des lamelles.

## Paramètres influençant la CMC

### Longueur de chaîne
À même tête polaire et dans les mêmes conditions, un tensioactif avec une plus grande chaîne alkyle (queue hydrophobe) aura une CMC plus faible. Selon Klevens (1953), la relation empirique suivante relie le nombre d'atomes de carbone de la chaîne hydrophobe (N) à la CMC: {\displaystyle \log(CMC)=A-B.N}. A et B sont deux constantes qui varient avec certains paramètres, B est positif.

### Influence de la tête hydrophile
En général, la CMC des tensioactifs ioniques est plus grande que celles des tensioactifs non ioniques.

### Point de Krafft
La température de Krafft, ou point de Krafft, est la température à laquelle la concentration micellaire critique est égale à la limite de solubilité.
Les tensioactifs ioniques présentent généralement un point de Krafft, mais pas tous. La CMC augmente avec la température mais si la température est trop basse, un tensioactif possédant une température de Krafft ne forme plus de micelles, même au-dessus de la CMC. En dessous de la température de Krafft, le tensioactif précipite au lieu de former des micelles.
Les tensioactifs non ioniques de type alcools éthoxylés présentent un point trouble, cette fois ci par augmentation de la température. Il y a démixtion à température trop importante.
Certains tensioactifs non ioniques peuvent également présenter un point de Krafft, qu'il s'agisse d'alcools éthoxylés, ou même d'alkylpolyglycosides.

### Effet de sel
L'ajout de sel (augmentation de force ionique) dans le milieu écrante les charges d'un tensioactif ionique et la micellisation survient plus tôt (diminution de la CMC).

## Détermination de la CMC
La valeur de la concentration micellaire critique dans un milieu donné dépend notamment de paramètres physicochimiques (T, pH, I) et de facteurs géométriques, comme le rapport entre la surface des têtes polaires des molécules de tensioactif et de la longueur des queues hydrophobes. Il est souvent utile de connaître la valeur de la CMC pour un tensioactif donné et dans des conditions déterminées. La présence de micelles peut ainsi avoir des conséquences en encapsulant des molécules hydrophobes, ce qui diminue la concentration de ces dernières, donc leur effet.
De nombreuses propriétés des solutions micellaires changent de manière brutale à la CMC, ce qui est une raison de plus pour chercher à la connaître, tout en étant un moyen d'y arriver. En effet des grandeurs comme la tension de surface, la conductivité électrique (pour un tensioactif chargé), la pression osmotique, la diffusion de la lumière (turbidité) peuvent être mesurées en fonction de la quantité de tensioactif ajouté et varient différemment avant et après la CMC.
Suivant la propriété mesurée et la définition retenue, la CMC obtenue varie dans une plage restreinte dans un milieu donné.
La concentration micellaire critique peut être déterminée selon plusieurs normes,,,.

## Exemples de CMC
| Tensioactifs | CMC dans l'eau à 25 °C (mM) |
| ------------ | --------------------------- |
| SDS          | 7-10                        |
| CTAB         | 1                           |
| TTAB         | 4-5                         |
| TWEEN 80     | 0.012                       |